# Exposición de Petróleo y Gas del Caspio

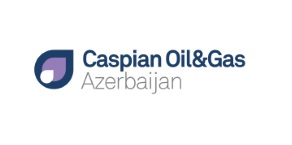
Caspian Oil and Gas Exhibition

La Exposición de Petróleo y Gas del Caspio (en azerí Beynelxalq Xezer Neft ve Qaz Sergisi) es la exposición anual que se celebra desde 1994 en Bakú, Azerbaiyán; una de las más grandes exposiciones en la región del Caspio. La Exposición de Petróleo y Gas del Caspio se organiza por ITE Group e Iteca Caspian.

## Historia
La exposición juega un papel muy importante en el desarrollo del sector de petróleo y gas de Azerbaiyán y la atracción de inversiones a gran escala. Reúne profesionales en la industria de petróleo y gas bajo un mismo techo en relación con los siguientes sectores: petróleo y gas, la geofísica y la geología, las plataformas, el procesamiento de petróleo y gas y productos petroquímicos, el transporte de petróleo y gas, petróleo y gas y sistemas de almacenamiento muchos más. Cada año, el evento atrae a los líderes de la industria del petróleo y el gas de todo el mundo, cuya atención se fija en Azerbaiyán.
La primera exposición se celebró en 1994 en la víspera de la firma del Contrato del Siglo, un acuerdo que definió las principales áreas de desarrollo para los recursos de hidrocarbono de la cuenca del Caspio.

### 20 aniversario
La 20 exposición del petróleo y gas del Caspio fue celebrado del 4 al 7 de junio de 2013. En ese año la exposición también tuvo otro significado: el 90 aniversario del nacimiento del líder nacional de Azerbaiyán, Heydar Aliyev, que fundó la exposición y fue la inspiración tras su concepto. En la ceremonia de apertura participó pronunció un discurso el presidente de Azerbaiyán, Ilham Aliyev. Entre los invitados de la Exposición figuraron el ministro georgiano de Energía Kakha Kaladze; Charles Hendry, enviado comercial del Reino Unido para Azerbaiyán, la Oficina de Exteriores del Reino Unido; Gunnar Oom, Secretario de Estado del Ministerio de Comercio Suizo; Urban Rusnak, Secretario General, Energy Charter; Annageldi Mammetyazov, viceministro de la Industria del Petróleo y Recursos Naturales de Turkmenistán u otros.
Esta edición del 20 aniversario de la exposición reunió a 386 compañías de 28 países, incluyendo a los desarrolladores del campo del petróleo y gas y proveedores de servicios. La exposición ocupó tres pabellones del Baku Expo Center y un espacio exterior junto al complejo. Alemania, China, Rusia, Turquía y el Reino Unido presentarán grupos nacionales. El estatus del evento estuvo confirmado por el número de compañías que patrocinan la exposición. El patrocinador general de la exposición fue SOCAR, los patrocinadores gold fueron BP Azerbaijan y Statoil.

### 25 aniversario
La 25 exposición tendrá lugar en 4 días, desde 29 de mayo hasta 1 de junio del 2018.